# Célula épsilon
As células épsilon, situadas no pâncreas, produzem grelina, um hormônio que estimula o hipotálamo a gerar fome ou apetite e o hormônio do crescimento.
1. ↑  «Pâncreas - Biologia | Manual do Enem». querobolsa.com.br. Consultado em 29 de setembro de 2020